# Осъдителни завои
„Осъдителни завои“ (на естонски: Vallatud kurvid) (на руски: Озорные повороты) е съветска комедия от 1959 г., заснета от киностудиото Таллинфилм.

## Сюжет
Стария Тоомас, който е поставен на пилона на сградата на градската управа в Талин, познава жителите на своя град, и в опит да помогне на всички, се е решил да разкаже една поучителна история за спорта и любовта. Тази история започва в деня, в който девойката Вайке спасява от сигурна смърт кученцето Антонио измъквайки го буквално от под гумите на мотоциклета на състезателя Райво, според когото всички момичета са лекомислени и не са достойни за неговото внимание.
За да докаже, че е прав той се обзалага с другите състезатели, че за една седмица ще успее да спечели сърцето на девойката. Нищо не подозиращата Вайке с охота приема поканата на Райво за среща. Не се знае как всичко е щяло да свърши, ако в тази история не се беше появила Еви, позната на Райво. Тя разказва всичко на сестрата на Вайке – Марет. Възползвайки се от огромната прилика със сестра си, Марет успява да разобличи Райво когато той вече се вижда победител.

## В ролите
- Терйе Луик, като Ваике и Марет
- Рейно Арен, като Райво, състезателя
- Еве Киви, като Еви
- Пеетер Кард, като Хейно Лаас
- Харий Лиепинш, като Антс
- Яаанус Оргулас, като Пеетер
- Антс Ескола, като представителя на ДСО
- Волдемар Пансо, като часовникаря
- Рудолф Нууде, като треньора
- Инга Пийритс, като Анни
- Хейки Роотс, като Томми
- Ерик Круук, като момчето

## Награди
Награда за най-добра женска роля на Терйе Луик на втория кинофестивал на републиките от Прибалтика и Беларус през 1960 г.